# Metaplagia orientalis
Metaplagia orientalis là một loài ruồi trong họ Tachinidae.